# Ouray Ice Festival
Le Ouray Ice Festival est un festival annuel d'escalade glaciaire se déroulant à Ouray dans le Colorado. 

## Histoire
La première édition du festival a lieu en 1996 et est reconnu comme le principal évènement mondial dans le domaine depuis longtemps. Le site présente généralement plus de 200 sites grimpables.

## Palmarès

### 2014[4]
- Homme : Jeff Mercier
- Femme : Stéphanie Moreau